# Kommissionen Delors II
Kommissionen Delors var en europeisk kommission mellan 6 januari 1989 och 5 januari 1993. Den leddes av Jacques Delors. Kommissionen ersattes 1993 av kommissionen Delors III.

## Kommissionen Delors II
Kommissionen Delors II tillträdde den 6 januari 1989 efter att ha godkänts av medlemsstaternas företrädare den 8 december 1988. Kommissionen satt på fyra års mandattid till den 5 januari 1993. Delors utsågs samtidigt till ordförande på nytt för en tvåårsperiod. Hans mandat förnyades för ytterligare två år 1991. Då utsågs även vice ordförande på nytt.

## Prestationer
Kommissionen anses vara "eurons fäder" eftersom de lade grunden för bildandet av Ekonomiska och monetära unionen (EMU) genom Maastrichtavtalet (1992). Det var också Delors-kommissionen som såg till så att unionen utvidgades 1995 med tre nya länder: Sverige, Finland och Österrike.

## Kommissionärer
Under de tio år som kommissionen Delors var i tjänst ändrades dess uppsättning två gånger. Under mandatperioden 1989-1993, bestod kommissionen av 18 ledamöter. I den nya kommissionen fanns åtta nya kommissionärer som inte satt med i den första kommissionen.